# Andrew Knoll
Andrew Herbert Knoll (West Reading, 1951) é um planetologista e paleontólogo estadunidense.
Graduado em geologia pela Universidade Lehigh em 1973, com doutorado também em geologia pela Universidade Harvard em 1977.

## Obras
- 2004 - Life on a Young Planet: The First Three Billion Years of Evolution on Earth.  (Princeton University Press).  ISBN 0-691-12029-3
- 2007 - The Evolution of Primary Producers in the Sea. Falkowski, P. and A.H. Knoll, Eds. (Elsevier).

## Publicações selecionadas
- Tosca, N.J., Knoll, A.H., McLennan, S.M. (2008) Water activity and the challenge for life on early Mars. Science 320: 1204-1207.
- Wilson, J.P, Knoll, A.H., Holbrook, N.M, and Marshall, C.R. (2008) Modeling fluid flow in Medullosa, an anatomically unusual Paleozoic seed plant. Paleobiology 34: 472-493.
- Knoll, A.H., Bambach, R.K, Payne, J., Pruss, S., and Fischer, W. (2007) A paleophsiological perspective on the end-Permian mass extinction and its aftermath.  Earth and Planetary Science Letters 256: 295-313.
- Tomitani, A., Knoll, A.H., Cavanaugh, C.M., and Ohno, T. (2006) The evolutionary diversification of cyanobacteria: molecular phylogenetic and paleontological perspectives.  Proceedings of the National Academy of Sciences, USA 103:5442-5447.
- Knoll, A.H., Javaux, E.J., Hewitt, D., and Cohen, P. (2006) Eukaryotic organisms in Proterozoic oceans.  Philosophical Transactions of the Royal Society, London 361B: 1023-1028.
- Squyres, S., and Knoll, A.H. (2005) Outcrop geology at Meridiani Planum: Introduction.  'Earth and Planetary Science Letters 240: 1-10.
- Knoll, A.H., Walter, M.R., Narbonne, G.M., and Christie-Blick, N. (2004) A New Period for the Geologic Time Scale. Science 305: 621.
- Anbar, A.D. and Knoll, A.H. (2002) Proterozoic ocean chemistry and evolution: a bioinorganic bridge? Science 297: 1137-1142.
- Knoll, A.H. and S.B. Carroll (1999) The early evolution of animals: Emerging views from comparative biology and geology. Science 284: 2129-2137.
- Knoll, A.H. (1992) The early evolution of eukaryotic organisms: a geological perspective. Science 256: 622-627.

## Honrarias
- 1987 - Prêmio Charles Schuchert
- 1987 - Medalha Charles Doolittle Walcott, por contribuições ao estudo da vida precambriana, em particular as raízes microbianas da evolução das plantas[2]
- 2005 - Medalha da Sociedade Paleontológica
- 2007 - Medalha Wollaston[3]